# Нови Мадитос
Нови Мадитос (грч. Νέα Μάδυτος, Неа Мадитос) је насељено место у општини Бешичко Језеро у периферији Средишња Македонија, Грчка. Према попису из 2021. године било је 1.369 становника.
Према бугарском географу и историчару, Василу Канчову, у Новом Мадитосу је 1900. године живело 220 Грка. Током Балканских ратова село је настрадало а већи део мештана избегао, тако је после рата остало пет житеља. Двадесетих година 20. века насељене су грчке избегличке породице из Еџеабата (Мадитос) у Турској. На попису из 1991. године Нови Мадитос је имао 1.237 становника. бСело се раније звало Стролонгос.